# Ermenegildo Pellegrinetti
Ermenegildo Pellegrinetti (ur. 27 marca 1876 w Camaiore, zm. 29 marca 1943 w Rzymie) – włoski duchowny katolicki, kardynał.

## Życiorys
Kształcił się w seminarium w Lucca, a następnie w Rzymie, m.in. w Szkole Paleografii i Dyplomacji. Święcenia kapłańskie otrzymał 24 września 1898 w Lucca. Do roku 1917 pracował duszpastersko w rodzinnej archidiecezji, będąc również w czasie I wojny światowej kapelanem armii włoskiej. W latach 1919–1922 pracował w nuncjaturze w Polsce. W tym okresie otrzymał tytuły prywatnego szambelana Jego Świątobliwości, a następnie prałata. 
24 maja 1922 otrzymał nominację na tytularnego arcybiskupa Adana i nuncjusza w Jugosławii. Konsekrowany w Rzymie przez kardynała Pietro Gasparri, Sekretarza Stanu Stolicy Apostolskiej.Jako legat papieski był uczestnikiem Kongresu Eucharystycznego w Zagrzebiu w 1930. W grudniu 1937 otrzymał nominację kardynalską. Brał udział w konklawe 1939. Zmarł w Rzymie i pochowany został w rodzinnym miasteczku.